# 欧塞尔城市公共交通
欧塞尔城市公共交通（法語：Réseau de transports urbains de l'agglomération d'Auxerre）是法国中部城市欧塞尔（法語：Auxerre）的城市公共交通系统，其商业名称为"莱奥交通"（法語：Léo transport）。

## 历史
2007年，欧塞尔的公交线路线路编号由字母改为数字，其线路网于2011年8月进行了大规模的调整。2018年9月1日起，欧塞尔城市公共交通路网再次大规模更新，线路网名称也由"Vivacité"更名为"leo"。

## 组织

### 运营
欧塞尔城市公共交通主要由法国交通发展集团（法語：Transdev）负责提供车辆及人员配置并运营，其运营权期限为2018年。

### 财政
欧塞尔城市公共交通的财政管理由欧塞尔城市圈公共社区负责财政，其财政来源包括3部分：
- 地方财政支出，即欧塞尔城市圈公共社区（法语：Communauté d'agglomération de l'Auxerrois）本身。2016年，用于公共交通方面的支出约为727万欧元，约占总支出的11%[1]。
- 交通财政转移（Versement du transport），其财政来源为企业财政征收（Prélèvement）。2016年，欧塞尔城市公共交通系统获得交通财政转移总额为350万欧元。
- 商业收入，即车票等。

欧塞尔城市公共交通系统尚未获得国家直接补助。

## 设施
截止2019年1月，欧塞尔城市公共交通系统共有普通线路7条，市区摆渡车线路1条、校车线路5条、定制公交线路1条，共有31辆普通公共汽车，配有公交司机共计35人。。

## 线路
欧塞尔城市公共交通的常规线路网覆盖5个市镇，而定制公交线则可覆盖21个市镇。

### 2018年8月31日以前
| Vivacité 欧塞尔公交线路一览表 | |          |
| 编号 | 线路及沿途站点 | 运营周期 |
| 1 | - 佩里尼 - 枫丹 ↔ 沙特努瓦 ↔ 圣西梅昂北 ↔ 寒风 ↔ 福龙 ↔ 古尔诺 ↔ 医院 ↔ 弗勒吕斯 ↔ 雷罗苏瓦尔 ↔ 第四童子军 ↔ 尚勒鲁瓦 ↔ 汽车站 ↔ 巴黎门 ↔ 堡垒 ↔ 埃格朗尼 ↑ ↔ 一战胜利日 ↓ ↔ 火枪 ↔ 沃拉贝勒 ↔ 警局 ↔ 圣阿马兰 ↔ 图尔内勒 ↓ ↔ 布拉扎 ↑ ↔ 欧塞尔火车站 ↔ 雷迪奇 ↔ 小盘 ↔ 施威泽尔医生 ↔ 村庄 ↔ 埃格里瑟勒 ↔ 综合体育中心 ↔ 雷沃维耶尔 ↔ 科勒贝尔 ↔ 云雀 ↔ 蒂尔戈提讷 ↔ 雷米尼欧特 ↑ ↔ - 欧塞尔 - 丰特诺特                                                                                         | [ 註 1 ] |
| 2 | - 欧塞尔 - 雷克莱里永商业中心 ↔ 让莫奈 ↔ 马恩 ↔ 凡尔登 ↔ 圣米梅昂南 ↔ 医院 ↔ 灯塔 ↔ 弗拉戈纳尔 ↔ 昂格尔 ↔ 老佛爷 ↔ 福尔里耶 ↔ 巴斯德 ↔ 阿坦 ↔ 丹佛尔 ↔ 佛煦 ↔ 一战胜利日 ↓ ↔ 火枪 ↔ 沃拉贝勒 ↔ 警局 ↔ - 欧塞尔 - 阿希伊·里班 | [ 註 1 ] |
| 3 | - 莫内托 - 体育场 ↔ 小教堂 ↔ 残疾人就业指导中心 ↔ 圣埃克絮佩里 ↔ 加拿大 ↔ 雷迪蒙 ↔ 伊勒园 ↔ 工业区 ↔ 小块 ↔ 下容什 ↔ 就业中心 ↔ 火炉 ↔ 艾弗尔 ↔ 阿勒贝尔·卡缪斯初级中学 ↔ 雷孔什 ↔ HPY ↔ 巴黎门 ↔ 堡垒 ↔ 埃格朗尼 ↑ ↔ 一战胜利日 ↓ ↔ 火枪 ↔ 圣阿马特尔 ↔ 塔西尼 ↔ 科雷特 ↔ 利欧泰 ↔ 布里谢尔 ↔ 伯基伊 ↔ 强哥·莱恩哈特 ↔ 洛林 ↔ 雷阿尔迪伊 ↔ 欧石楠 ↔ 丁香 ↔ 圣乔治 ↔ 拉纪尧梅 ↔ 圣乔治市政府 ↔ 让·贝尔坦初级中学 ↔ 科尔米耶 ↔ 省委 ↔ 纪念碑 ↔ 佩里尼镇 ↔ 库勒明 ↔ 收葡萄 ↑ ↔ - 佩里尼 - 布雷昂德 | [ 註 1 ] |
| 4 | - 莫内托 - 体育场 ↔ 莫内托市政府 ↔ 法兰西岛 ↔ 布列塔尼 ↔ 骑士场 ↔ 卡隆 ↔ 居里 ↔ 圣康坦 ↔ 企业园 ↔ 梅尔默兹 ↔ 吕米埃 ↔ 但尼·帕潘 ↔ 总统风车 ↔ 尚普兰 ↔ 拉马丁 ↔ 巴黎门 ↔ 堡垒 ↔ 埃格朗尼 ↑ ↔ 一战胜利日 ↓ ↔ 火枪 ↔ 布尔内伊 ↔ 瓦朗桥 ↔ 林园 ↔ 路易·里查尔 ↔ 石场 ↔ 干树体育场 ↔ 保罗·贝尔初级中学 ↔ 拉努 ↔ 鸣鸫 ↔ 萨瓦 ↔ 吉耶讷 ↔ - 欧塞尔 - 雷皮耶达鲁 | [ 註 1 ] |
| X press | - 莫内托 - 市政府 ↔ 教堂 ↔ 自由 ↔ 索姆城 ↔ 城堡路 ↔ 大榉 ↔ 伦敦 ↔ 布鲁塞尔 ↔ 卢森堡 ↔ 让莫奈 ↔ 综合诊疗中心 ↔ 圣马尔格里特 ↔ 社保局 ↔ HPY ↔ 巴黎门 ↔ 堡垒 ↔ 埃格朗尼 ↑ ↔ 一战胜利日 ↓ ↔ - 欧塞尔 - 火枪 | [ 註 1 ] |
| 6 | - 欧塞尔 - 巴黎门 ↔ 堡垒 ↔ 埃格朗尼 ↑ ↔ 一战胜利日 ↓ ↔ 火枪 ↔ 沃拉贝勒 ↔ 警局 ↔ 圣阿马兰 ↔ 图尔内勒 ↓ ↔ 布拉扎 ↑ ↔ 欧塞尔火车站 ↔ 雷迪奇 ↑ ↔ 圣尼塔斯 ↑ ↔ 欧塞尔会展中心 ↑ ↔ - 欧塞尔 - 勃艮第大学 | [ 註 3 ] |
| - 在"线路及沿途站点"一栏中，车站后面的"↓"代表该站仅下行方向（从左往右）单向停靠，"↑"则代表该站仅上行方向（从右往左）单向停靠。 - 粗体字为该线路起讫站所在的市镇。 - 灰色部分仅部分时段停靠。 - 中文名称非官方正式翻译，仅供参考。 1. 2. 3. | |          |

### 2018年9月1日至今
| leo 欧塞尔公交线路一览表 （周一至六） | |
| 编号 | 线路及沿途站点 |
| 1 | - 欧塞尔 - 火车站 ↔ 甘必大 ↔ 警察局 ↔ 沃拉贝勒 ↔ 火枪 ↔ 一战胜利日 ↑ ↔ 埃格朗尼 ↓ ↔ 沃邦 ↔ 巴黎门 ↔ 戴高乐 ↔ 蒙日 ↔ 让•莫奈 ↔ - 欧塞尔 - 莱克莱里永商业中心 |
| 2 | - 欧塞尔 - 火枪 ↔ 一战胜利日 ↑ ↔ 佛煦 ↔ 登费尔 ↔ 阿坦 ↔ 巴斯德 ↔ 富里耶 ↔ 老佛爷 ↔ 安格尔 ↔ 弗拉戈纳尔 ↔ 灯塔 ↔ 医院 ↔ 圣西梅昂南 ↔ 凡尔登 ↔ 马恩 ↔ 让•莫奈 ↔ - 欧塞尔 - 莱克莱里永商业中心                                                                                            |
| 3 | - 欧塞尔 - 蒂尔戈廷讷 ↔ 云雀 ↔ 科勒贝尔 ↔ 莱沃维耶 ↔ 综合体育 ↔ 埃格里塞勒 ↔ 史怀哲医生 ↔ 调色板 ↔ 勒迪持 ↔ 火车站 ↔ 布拉扎 ↓ ↔ 图尔内勒 ↑ ↔ 拉马丁 ↔ 综合枢纽 ↔ 尚普勒鲁瓦 ↔ 第四军团 ↔ 莱罗苏瓦 ↔ 弗勒吕 ↔ 医院 ↔ 古罗 ↔ 富隆 ↔ 厄尔特比斯 ↔ 圣西梅昂北 ↔ 沙特诺瓦 ↔ - 佩里尼 - 枫丹 |
| 4 | - 欧塞尔 - 保罗•贝尔初级中学 ↔ 拉努 ↔ 尚特梅尔勒 ↔ 萨瓦 ↔ 圭亚那 ↔ 莱皮耶达卢 ↔ 阿格里帕之路 ↔ 路易•里沙尔 ↔ 树园 ↔ 瓦朗桥 ↔ 布尔讷伊 ↔ 火枪 ↔ 一战胜利日 ↑ ↔ 埃格朗尼 ↓ ↔ 沃邦 ↔ 巴黎门 ↔ 戴高乐 ↔ 莱孔什 ↔ 阿贝尔•卡谬斯初级中学 ↔ 埃菲尔 ↔ 火炉 ↔ - 欧塞尔 - 莱克莱里永商业中心     |
| 5 | - 欧塞尔 - 火枪 ↔ 圣阿马特尔 ↔ 塔西尼 ↔ 科莱特 ↔ 利欧泰 ↔ 布里谢尔 ↔ 伯基伊 ↔ 强哥•莱恩哈特 ↔ 洛林 ↔ 莱阿尔迪伊 ↔ 欧石楠 ↔ 丁香 ↔ 圣乔治 ↔ 拉纪尧梅 ↔ 圣乔治市政府 ↔ 让•贝尔坦初级中学 ↔ 科尔米耶 ↔ 省委 ↔ 纪念碑 ↔ 佩里尼镇 ↔ 库勒明 ↔ 收葡萄 ↑ ↔ - 佩里尼 - 布雷昂德                 |
| 6 | - 欧塞尔 - 综合枢纽 ↔ 拉马丁 ↔ 尚普兰 ↔ 总统风车 ↔ 但尼•帕潘 ↔ 吕米埃 ↔ 梅尔莫 ↔ 下容什 ↔ 小块 ↔ 工业区 ↔ 伊勒园 ↔ 雷迪蒙 ↔ 加拿大 ↔ 圣埃克絮佩里 ↔ 残疾人就业指导中心 ↔ 小教堂 ↔ 水上滑冰场 ↔ 教堂 ↔ 自由 ↔ 索姆维勒 ↔ 城堡路 ↔ - 莫内托 - 大树篱                                     |
| 7 | - 欧塞尔 - 会展中心 勃艮第大学 ↔ 甘必大 ↔ 警局 ↔ 沃拉贝勒 ↔ 火枪 ↔ 一战胜利日 ↑ ↔ 埃格朗尼 ↓ ↔ 堡垒 ↔ 巴黎门 ↔ 戴高乐 ↔ 蒙日 ↔ 卢森堡 ↔ 布鲁塞尔 ↔ 伦敦 ↔ 大树篱 ↔ 石板路 ↔ 阿普瓦尼市政府 ↔ - ' 阿普瓦尼 - 商业中心                                                                   |
| - 在"线路及沿途站点"一栏中，车站后面的"↓"代表该站仅下行方向（从左往右）单向停靠，"↑"则代表该站仅上行方向（从右往左）单向停靠。 - 粗体字为该线路起讫站所在的市镇。 - 灰色部分仅部分时段停靠。 - 中文名称非官方正式翻译，仅供参考。 | |

| leo 欧塞尔公交线路一览表 （周日及节假日） | |
| 编号 | 线路及沿途站点 |
| 1DJF | - 欧塞尔 - 火车站 ↔ 甘必大 ↔ 警察局 ↔ 沃拉贝勒 ↔ 火枪 ↔ 一战胜利日 ↑ ↔ 埃格朗尼 ↓ ↔ 沃邦 ↔ 巴黎门 ↔ 戴高乐 ↔ 蒙日 ↔ 让•莫奈 ↔ - 欧塞尔 - 莱克莱里永商业中心 |
| 2DJF | - 欧塞尔 - 蒂尔戈廷讷 ↔ 云雀 ↔ 科勒贝尔 ↔ 莱沃维耶 ↔ 综合体育 ↔ 埃格里塞勒 ↔ 史怀哲医生 ↔ 调色板 ↔ 勒迪持 ↔ 火车站 ↔ 布拉扎 ↓ ↔ 图尔内勒 ↑ ↔ 拉马丁 ↔ 综合枢纽 ↔ 尚普勒鲁瓦 ↔ 第四军团 ↔ 莱罗苏瓦 ↔ 阿坦 ↔ 巴斯德 ↔ 富里耶 ↔ 老佛爷 ↔ 安格尔 ↔ 弗拉戈纳尔 ↔ 灯塔 ↔ 医院 ↔ 圣西梅昂南 ↔ 凡尔登 ↔ 马恩 ↔ 让•莫奈 ↔ - 欧塞尔 - 莱克莱里永商业中心 |
| - 在"线路及沿途站点"一栏中，车站后面的"↓"代表该站仅下行方向（从左往右）单向停靠，"↑"则代表该站仅上行方向（从右往左）单向停靠。 - 粗体字为该线路起讫站所在的市镇。中文名称非官方正式翻译，仅供参考。 | |

### 校车线路
共有3条线路，仅学生上下课期间运营。

### 市区摆渡公交
共1条线路，单循环运营，在市区内部分路段招手即停。免费乘坐。

### 其它服务
欧塞尔城市公共交通系统提供定制公共交通线路服务，其路线及时刻可根据乘客需要而运营。

## 票价
欧塞尔城市公共交通的车票系统包括两大类型：单次车票和公交卡。

### 单次车票
欧塞尔城市公共交通的单次车票为不记名的一次性纸质车票，包括单次卡和10次卡，在售票处在公交车司机处购买，价格为1.5欧元。单次车票在插卡后一小时内可无限次换乘。

### 公交卡
欧塞尔的公交卡包含多种类型，包括公共卡（所有人均可办理和使用）、学生卡、老年卡等，办理时需实名登记并出示相关证件。普通的公交卡可在指定的时间段内无限次乘坐欧塞尔城市公共交通下属的所有线路。

## 图集

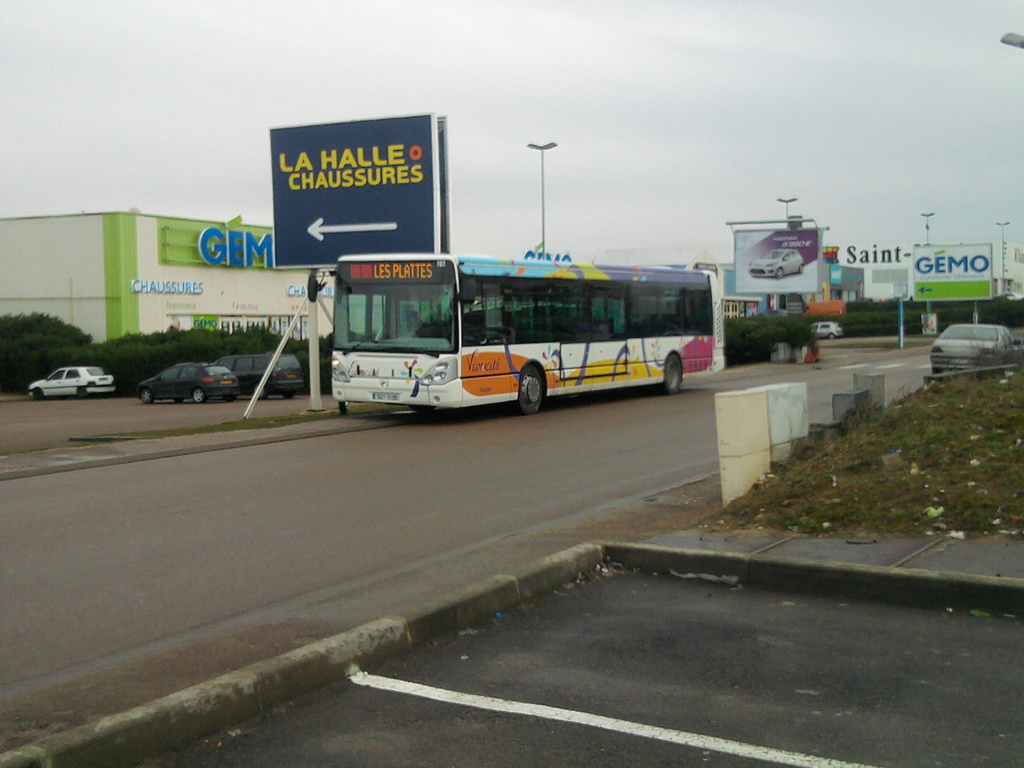
欧塞尔公交1路
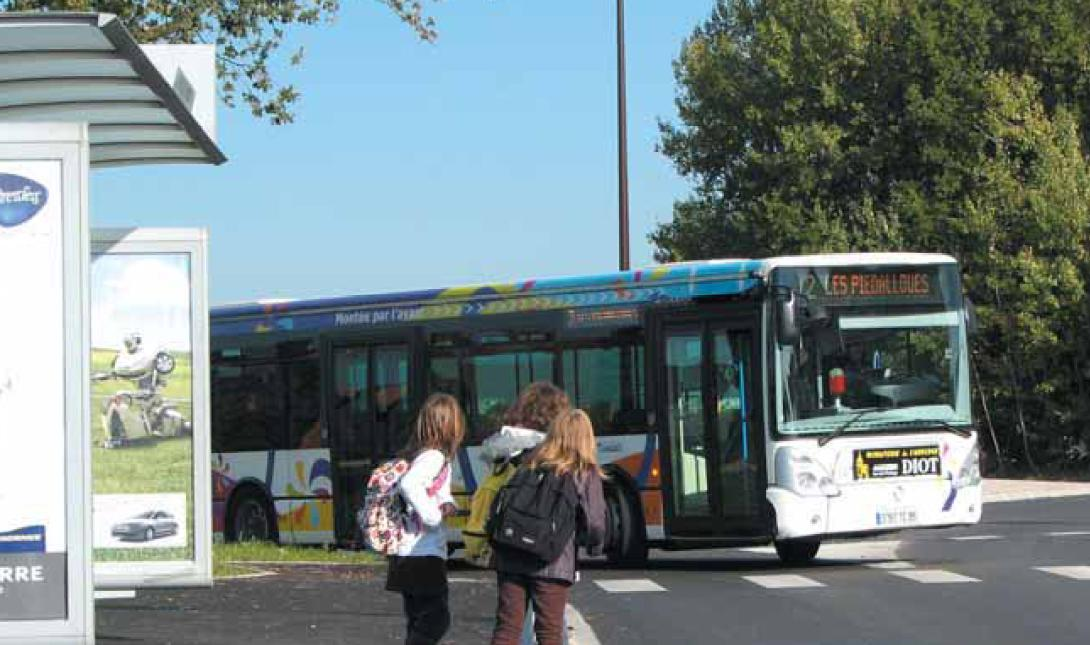
欧塞尔公交2路